# 腺木叶蛇根草
腺木叶蛇根草（学名：Ophiorrhiza mycetifolia）为茜草科蛇根草属的植物，为中国的特有植物。分布于中国大陆的广西等地，多生于山谷疏林中，目前尚未由人工引种栽培。